# Francisco Fernández Villabrille
Francisco Fernández Villabrille (Madrid, 1811-Madrid, 1864) fue un escritor español.

## Biografía
Nació el 4 de febrero de 1811 en Madrid. Escritor didascálico y científico, fue profesor del colegio de sordo-mudos y de ciegos de Madrid. Fue director de El Siglo XIX (1837-1838) y de la Revista de la Enseñanza de los Sordo-mudos y de Ciegos (1851), además de colaborador del Museo de las Familias. Falleció en su ciudad natal el 13 de octubre de 1864.